# Luís Magalhães
Pour les articles homonymes, voir Magalhães.
Luís Magalhães, né en 1958, est un entraîneur portugais de basket-ball. 